# Donja Batina (gmina Konjščina)
Donja Batina – wieś w Chorwacji, w żupanii krapińsko-zagorskiej, w gminie Konjščina. W 2011 roku liczyła 89 mieszkańców.